# Deutsche Verwaltung des Innern
Die Deutsche Verwaltung des Innern (DVdI) war eine in der Sowjetischen Besatzungszone (SBZ) bestehende Behörde. Sie existierte von 1946 bis zur Gründung der Deutschen Demokratischen Republik (DDR) 1949.
Zur Koordination der Polizeiarbeit in der SBZ bildete die Sowjetische Militäradministration in Deutschland (SMAD) am 30. Juli 1946 die „Deutsche Verwaltung des Innern (DVdI)“. Zum Präsidenten der DVdI bestimmte sie den vorherigen Landespolizeichef von Thüringen, Erich Reschke, seit 1946 Mitglied der Sozialistischen Einheitspartei Deutschlands (SED), zuvor der Kommunistischen Partei Deutschlands (KPD). Seine Stellvertreter waren Kurt Wagner (SED, zuvor KPD), verantwortlich für die Schutz-, die Kriminal- und Wasserschutz- und die Feuerschutzpolizei, Erich Mielke (SED, zuvor KPD), verantwortlich für Personalfragen, und Willi Seifert (SED, zuvor KPD), verantwortlich für die Verwaltung und Organisation. Als Aufgabe der DVdI galt „...die generelle Sicherung der revolutionären Errungenschaften. Dazu gehörten der weitere Ausbau und die politische Stärkung der Polizeiorgane sowie die Sicherung der Zonengrenzen; der energische Kampf gegen die subversive Tätigkeit, gegen Wirtschaftssabotage, Schieber und Schwarzhändler; und nicht zuletzt die systematische Schulung aller Mitarbeiter der Deutschen Verwaltung des Inneren und aller Mitarbeiter der staatlichen Verwaltung“.
Im Dezember 1948 beantragte die SED-Führung um Wilhelm Pieck (zuvor KPD) und Walter Ulbricht (zuvor KPD) bei Josef Stalin in Moskau die Errichtung eines geheimen Sicherheitsapparates in der SBZ. Nachdem Stalin im Mai 1949 die Genehmigung erteilt hatte, wurde der „Ausschuss zum Schutze des Volkseigentums“ als Vorläufer der späteren Hauptverwaltung zum Schutze der Volkswirtschaft gebildet, Leiter wurde Erich Mielke. Am 11. Juli 1948 ließ die SMAD Erich Reschke als Präsidenten der DVdI durch Kurt Fischer (SED, zuvor KPD) ablösen. Ebenfalls 1948 wurden verschiedene Institutionen der SBZ zentral an die DVdI gebunden. Darunter auch die bisher in den Ländern der Hauptabteilung Grenzpolizei unter Josef Schütz (SED, zuvor KP der Tschechoslowakei (KPČ)) der DVdI unterstehende Deutsche Grenzpolizei.
Mit Gründung der DDR am 7. Oktober 1949 übernahm das neu geschaffene Ministerium des Innern (MdI) die bisher von der DVdI in der vorherigen SBZ wahrgenommenen Funktionen. Das MdI hatte die zentrale Führungsaufgaben bei der Gewährleistung der öffentlichen Ordnung und Sicherheit, der inneren Sicherheit und der Grenzsicherheit der Republik sowie beim Schutze der Volkswirtschaft der DDR. Minister wurde Karl Steinhoff (SED, zuvor KPD).
Am 8. Februar 1950 erfolgte die Herauslösung der Hauptverwaltung zum Schutze der Volkswirtschaft aus dem MdI und ihre Umwandlung zum Ministerium für Staatssicherheit. Erster Minister war Wilhelm Zaisser (SED, zuvor KPD), Erich Mielke fungierte als Staatssekretär.